# Remistan
Remistan (llatí Remistagnus, català Remistany) fou fill del duc Eudes I d'Aquitània. El continuador de Fredegari l'esmenta com "Remistanius avunculus Waiofario" i "Remistanius filius Eudone quondam", i recorda les seves activitat a Gascunya on va combatre. Als Annales Metenses apareix com "Remistanius avunculus Waifarii" i diu que es va refugiar amb el rei Pipí I el Breu el 765 que li va donar Argenton i una part del Berry per defensar el territori contra el duc Waifré, el seu nebot, però el 767 va trair al rei i va tornar a ser lleial a Waifré. El Annales Laurissenses diuen que Pipí el va fer presoner el 768 junt amb la seva muller (de nom no esmentat) i portat a Saintes on fou condemnat a ser penjat, morint vers 768 o 769. Detalls dels esdeveniments es poden trobar a la biografia de Waifré.
Algunes genealogies el suposen el primer comte o senyor d'Aragó, pare d'Asnar I, suposat comte o senyor d'Aragó (vers 768-795), i avi de Galí (comte o senyor vers 795-815) i besavi d'Asnar I Galí (comte vers 815-820)

## Nota
1. ↑  avunculus vol dir oncle matern, germà de la mare, marit de la germana de la mare o besoncle; no obstant Remistan seria oncle patern de Waifré